# Forelius albiventris
Forelius albiventris é uma espécie de formiga do gênero Forelius.